# João Valente
Das Riff (portugiesisch ,recife‘) João Valente, auch João Leitão oder Leton Rock, liegt zwischen den kapverdischen Inseln Boavista (etwa 20 Seemeilen entfernt) und Maio (etwa 25 Seemeilen entfernt). Das nord-südlich etwa 15 Seemeilen lange und 9 Seemeilen breite Korallenriff befindet sich auf einem etwa 100 Meter unter dem Meeresspiegel liegenden unterseeischen Landrücken, der sich wiederum über den etwa 1000 Meter tiefen Meeresgrund erhebt. Der flache Gipfel dieses Seebergs liegt 14 Meter unterhalb des Meeresspiegels und ist wahrscheinlich eine durch Erosion abgeschliffene frühere Vulkaninsel (Guyot). Schon bei mäßigem Wind bildet sich starke Brandung. Bei Niedrigwasser ist das Riff teilweise an der Oberfläche sichtbar. Es wurde dem englischen Schiff „The Lady Burgess“ zum Verhängnis, das am 20. April 1806 dort sank. Die hohe Biodiversität an Fischarten, die João Valente wie viele andere Tiefseeberge aufweist, ist seit 1981 Gegenstand wissenschaftlicher Untersuchungen der Ichthyofauna.

## Belege
1. 1 2  Deutsches Hydrographisches Institut (Hrsg.): Handbuch der Nordatlantischen Inseln. 2. Auflage. Ausgabe 30, 28. Juli 1934, S. 218.
2. ↑  Pedro Monteiro, Daniel Ribeiro, José A. Silva, João Bispo, Jorge M. S. Gonçalves: Ichthyofauna Assemblages from Two Unexplored Atlantic Seamounts. Northwest Bank and João Valente Bank (Cape Verde Archipelago). In: Scientia Marina. ISSN 0214-8358, Bd. 72, 2008, Nr. 1, S. 133–143, hier S. 138.
3. ↑  Ricardo A. S. Ramalho: Building the Cape Verde Islands. Springer, Berlin 2011, ISBN 978-3-642-19102-2, doi:10.1007/978-3-642-19103-9, S. 14.
4. ↑  Ohne Erwähnung dieses Riffs siehe The Lady Burgess, 1806 (VAL-002). Wreckage History. (Memento vom 28. September 2014 im Internet Archive) In: Arqueonautas Worldwide (Website).
5. ↑  Jorge M.S. Gonçalves u. a.: Underwater Surveys of Ichthyofauna from João Valente Coastal Seamount and Boavista Island (Cape Verde). (Memento vom 21. Februar 2007 im Internet Archive) Posterpräsentation. In: AtlanticoSelvagem.org. Ausführlicher: Pedro Monteiro, Daniel Ribeiro, José A. Silva, João Bispo, Jorge M. S. Gonçalves: Ichthyofauna Assemblages from Two Unexplored Atlantic Seamounts. Northwest Bank and João Valente Bank (Cape Verde Archipelago). In: Scientia Marina. ISSN 0214-8358, Bd. 72, 2008, Nr. 1, S. 133–143.

Koordinaten: 15° 44′ 26,6″ N, 23° 5′ 25,9″ W